# 扬·科勒
扬·科勒（Jan Koller，1973年3月30日—）是一名已退役的捷克足球運動員，司職前鋒。他以55個國家隊入球成為捷克國家隊的頭號射手。

## 生平

### 球會
扬·科勒早年出身於國內班霸布拉格斯巴達，在1996年他外流比利時聯一段時間，曾效力過當地勁旅安德萊赫特。在安德萊赫特期間，他以43個入球成為球隊的主力之一。2001年他轉投德甲的多特蒙德。
他是欧洲足坛最高的球员之一，身高2.02米。扬·科勒最开始是作为守门员的，但职业生涯开始的时候却转向了前锋。在2002-03年球季效力多特蒙德時对拜仁慕尼黑的一場德甲比赛中，多特蒙德的守门员莱曼在下半场被罚下场，于是扬·科勒临时充当了守门员的角色。他挡住了包括巴拉克在内的多位对方球员的多次绝佳射门，并在赛后被评为当周德甲最佳守门员。
扬·科勒是2006年夏天從多特蒙德转会到摩納哥。兩季後的2008年回歸德甲，由法甲摩納哥轉投紐倫堡，隨著紐倫堡在季末降級，扬·科勒轉投俄超的萨马拉，身價約120萬歐元，簽約18個月，附帶一年生約。
2009年12月5日，扬·科勒回到法国加盟康城體育會，合同期至2011年6月。

### 國家隊
真高拿自1999年以來都是國家隊的王牌人物。他曾參與了2000年歐洲國家盃、2004年歐洲國家盃、2006年世界盃和2008年歐洲國家盃。他在大賽最佳表現要追溯到2004年歐洲國家盃，其時捷克打入了四強，而他該屆大賽共取得兩個入球。